# لورانس کوسه
لورانس کوسه (به فرانسوی: Laurence Cossé) روزنامه‌نگار و رمان‌نویس قرن بیستم میلادی اهل فرانسه است.